# Monee
Monee est un village du comté de Will, dans l’État américain de l'Illinois. Sa population était de 5 148 habitants en 2010.